# قلعه قایتبای
قلعهٔ قایتبای (عربی: قلعة قايتباي) در انتهای جزیرهٔ فاروس در غرب اسکندریه در محل فانوس دریایی قدیمی اسکندریه واقع شده‌است. در سال ۷۰۲ هجری خورشیدی در پی وقوع زمین‌لرزه ویرانگری که در زمان سلطنت سلطان محمد بن قلاوون رخ داد، ویران شد.
سلطان الاشرف ابوالنصر سیف‌الدین قایتبای محمودی اشرفی بازسازی این قلعه را در سال ۸۸۲ هجری قمری آغاز کرد که در سال ۸۸۴ هجری به پایان رسید. دلیل علاقهٔ وی به اسکندریه، تهدیدهای مستقیمی بود که علیه مصر توسط امپراتوری عثمانی می‌شد که کل منطقهٔ عربی را در بر می‌گرفت. سلطان قانصوه غوری اهمیت و مراقبت از قلعه را افزایش داد.

## ساختمان
این قلعه به مساحت مربع ۱۵۰ متر در ۱۳۰ متر از سه طرف توسط دریا احاطه شده‌است. این قلعه شامل دیوارها و برج اصلی در شمال غربی است و دیوارهایش به دیوارهای داخلی و خارجی تقسیم می‌شوند، حصار داخلی شامل سربازخانه و انبارهای اسلحه می‌باشد، دیوار بیرونی این قلعه شامل چهار برج دفاعی است که به ارتفاع دیوار حصار به جز دیوار شرقی بالا می‌روند، که شامل دهانه‌های دفاعی برای سربازان است.
برج اصلی در حیاط داخلی به شکل یک قلعه مربع بزرگ به طول ۳۰ متر و ارتفاع ۱۷ متر است. این قلعه از سه طبقه تشکیل شده‌است و در چهار گوشه برج‌های نیمه دایره‌ای وجود دارد که از بالا به بالکن‌های برجسته در دو سطح می‌رسد. طبقهٔ اول توسط مسجد ارگ اشغال شده‌است، که شامل یک حیاط، چهار ایوان و راهروهای دفاعی است که به سربازان اجازه می‌دهد تا به راحتی در طول ارگ عبور کنند.
طبقهٔ دوم شامل راهروها، سالن‌ها و اتاق‌های داخلی است. طبقه سوم اتاق بزرگ صندلی سلطان قایتبای است که در آنجا می‌نشست تا کشتی‌ها را در مسیر اسکندریه ببیند.
در این طبقه یک اجاق نیز برای تهیهٔ نان گندم و همچنین آسیاب برای خرد کردن غلات برای سربازانی که در قلعه زندگی می‌کنند وجود دارد.

## تاریخچه
این قلعه توسط سلطان ابوالنصر سیف‌الدین قایتبای محمودی در سال ۸۸۲ ه‍.ق/۱۴۷۷ میلادی ساخته شده‌است، محل آن فانوس دریایی باستانی اسکندریه در انتهای شرقی جزیرهٔ فاروس است که یک ساختمان مستقل سه طبقه از ۱۵۰ متر مربع یا کمتر است. هشت ضلعی دوم و مدور سوم قسمت بالای گنبد فانوس دریایی را پوشانده که در بالای آن مجسمهٔ خدای پوزیدون خدای دریاها و اقیانوس‌ها با چنگال معروف سه قلو یونانی قرار گرفته و با مجسمه‌های مرمر تزئین شده‌است.
این فانوس دریایی به‌طور کلی با سنگ‌های عظیم ساخته شده بود و روش نورپردازی توسط یک قطب برنز هرمی یا چند ضلعی با یک سطح بسیار صاف برنزی شده و با نوری ساطع شده توسط آتش که تا طول ۲۰ کیلومتری در آب بازتاب می‌یابد، برای هدایت کشتی‌هایی که به اسکندریه می‌آمدند استفاده می‌شد.
این فانوس دریایی به دنبال زمین‌لرزه در سال ۷۰۲ هجری در روزگار شاه ناصر محمد بن قالاوون که دستور بازسازی آن را داده بود تخریب شده بود، و چندین سال بعد نابود شد.
هنگامی که سلطان قایتبای در سال ۸۸۲ ه‍.ق/۱۴۷۷ میلادی از شهر اسکندریه بازدید کرد، به محل فانوس دریایی قدیمی رفت و دستور داد که بر روی برج قدیمی یک برج جدید ساخته شود که بعداً به نام ارگ او معروف شد.
منابع تاریخی نشان می‌دهد که این قلعه با برخی از سنگ‌های فانوس دریایی قدیمی ساخته شده‌است و خود این فانوس دریایی با برخی از ویرانه‌های شهرهای باستانی فرعونی نظیر ممفیس و تم ساخته شده‌است.
از آنجا که ارگ قایتبای در اسکندریه یکی از مهم‌ترین قلعه‌های ساحلی مدیترانه است، در سده‌های مختلف توسط سلاطین و حاکمان مصر به شدت مراقبت می‌شد.
سلطان قانسوه الغوری به این قلعه علاقهٔ بسیاری نشان داد و استحکامات و پادگان‌های خود در اطراف قلعه را افزایش داد. هنگامی که عثمانی‌ها مصر را فتح کردند، آن‌ها از این قلعه به عنوان مکانی برای حفاظت استفاده کردند و در حفظ آن تلاش کردند و گردان‌های پیاده‌نظام، سواره‌نظام، توپخانه و پادگان‌های مختلف در اطراف آن برای دفاع از قلعه ساختند.
با تضعیف امپراتوری عثمانی، سپس جنگ فرانسه علیه مصر به رهبری ناپلئون بناپارت و سقوط شهر اسکندریه در سال ۱۷۹۸ که منجر به تصرف مصر شد، ارگ به دلیل رسیدگی ضعیف، اهمیت استراتژیک و دفاعی خود را از دست داد. هنگامی که محمدعلی پاشا حکومت مصر را به دست گرفت و در ثبات مصر به ویژه سواحل شمالی آن تلاش کرد، وی دیوارهای قلعه را نوسازی کرد و برخی از آثار متناسب با قلعه را اضافه کرد، همزمان با توسعهٔ دفاعی قرن نوزدهم تقویت دیوارهای قلعه، نوسازی ساختمان‌های آن و تهیهٔ اسلحه‌خانهٔ ساحلی افزون بر ساختن قلعه‌های آجری بسیاری بود که در سواحل شمالی مصر گسترده شدند.
همزمان با انقلاب احمد اورابی در سال ۱۸۸۲، که نتیجهٔ آن سقوط شهر اسکندریه در ۱۱ ژوئیهٔ ۱۸۸۲ میلادی و سپس اشغال مصر توسط انگلیس بود، خرابکاری در قلعهٔ قایتبای باعث ایجاد ترک در دیواره آن شد.
این قلعه همچنان در این حالت باقی ماند تا اینکه کمیسیون حفاظت از آثار باستانی عرب در سال ۱۹۰۴ اصلاحات متعددی انجام داد و پروژه‌ای را برای نوسازی قلعه بر اساس منشور دانشمندان فرانسوی، منتشر شده در کتاب توصیف مصر و سفرنامه کاسیوس در کتاب خود در سال ۱۷۹۹ انجام داد.

## معماری
قلعهٔ قایتبای در زمینی به مساحت ۱۷٬۵۵۰ متر مربع ساخته شده‌است؛ که روی دیوارهای بیرونی قلعه و استحکامات نظامی ساخته شده‌است. این مجموعه‌ای از دیوارها برای افزایش استحکام قلعه ساخته شده‌اند. دو دیوار بزرگ از سنگ‌های عظیم که قلعه را از بیرون و در داخل پشتیبانی می‌کنند، دیوار اول دیوار بیرونی است و قلعه را از هر چهار طرف احاطه کرده‌است. ضلع شرقی این حصار مشرف به دریا است و دارای دو متر عرض و هشت متر ارتفاع است و هیچ برج برجسته‌ای ندارد. در حالی که ضلع غربی آن دیواری عظیم و ضخیم‌تر از بقیهٔ دیواره‌های قلعه است و داری سه برج گرد که قدیمی‌ترین قسمت‌های باقی‌مانده است، ضلع جنوبی آن مشرف به بندر شرقی با سه برج گرد و یک برج در وسط قرار دارد. ضلع شمالی مستقیم مشرف به دریا است و به دو قسمت تقسیم می‌شود قسمت زیرین یک راهرو با پشت‌بام بزرگ است که در بالای صخره با چند اتاق ساخته شده‌است. قسمت فوقانی یک راهرو با دهانه‌های باریک مشرف به دریا است. دیوارهای داخلی از سنگ ساخته شده و برج را از همه سو به جز ضلع شمالی احاطه کرده‌است. برج اصلی قلعه که در قسمت شمال غربی قلعه واقع شده‌است یک ساختمان سه طبقهٔ مربع شکل است که از هر چهار گوشه برج بیرون می‌آید. مرکزش یک برج دایره‌ای است که از سطح برج اصلی بلندتر است که از سنگ آهک سخت ساخته شده‌است.

## نگارخانه

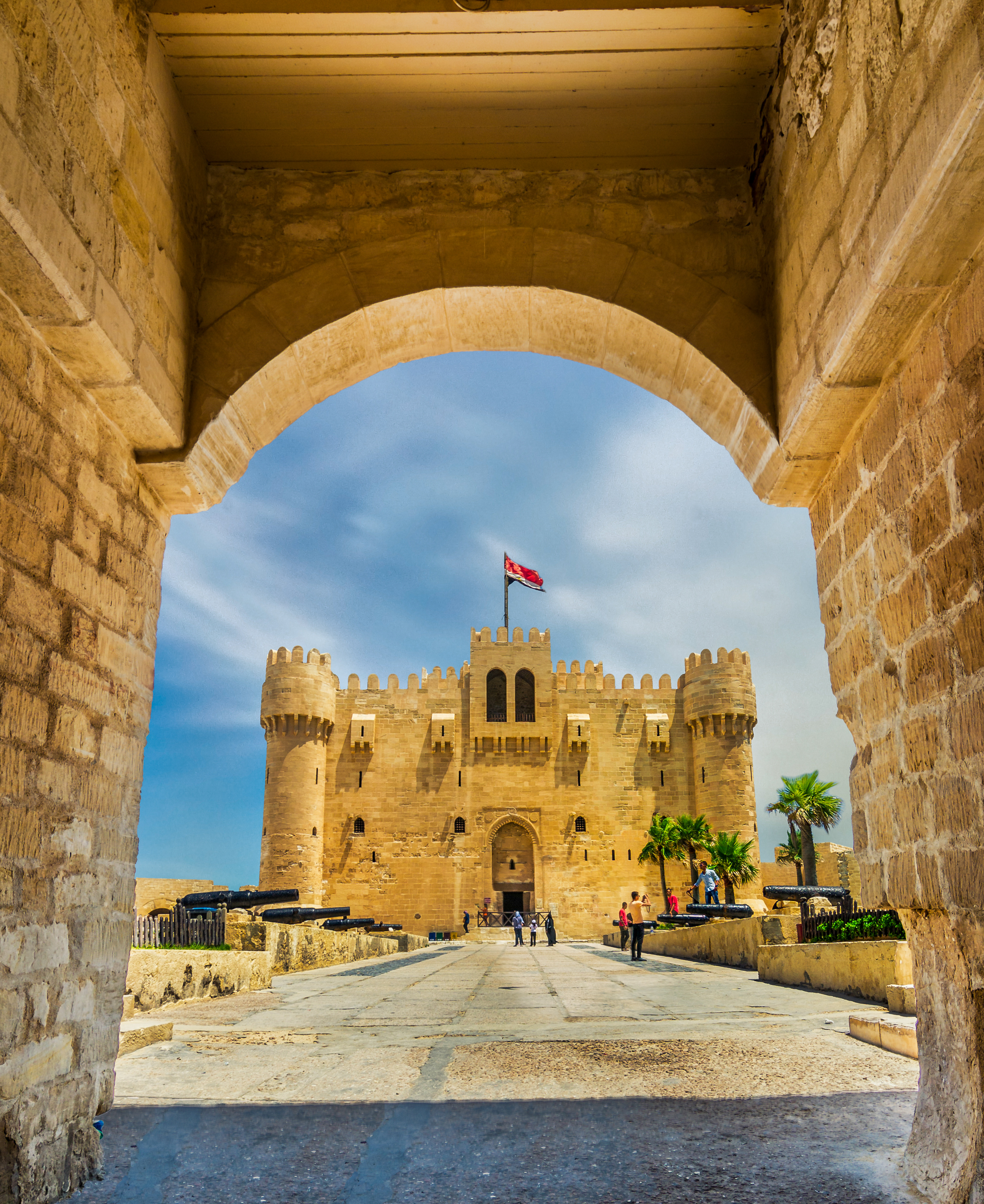
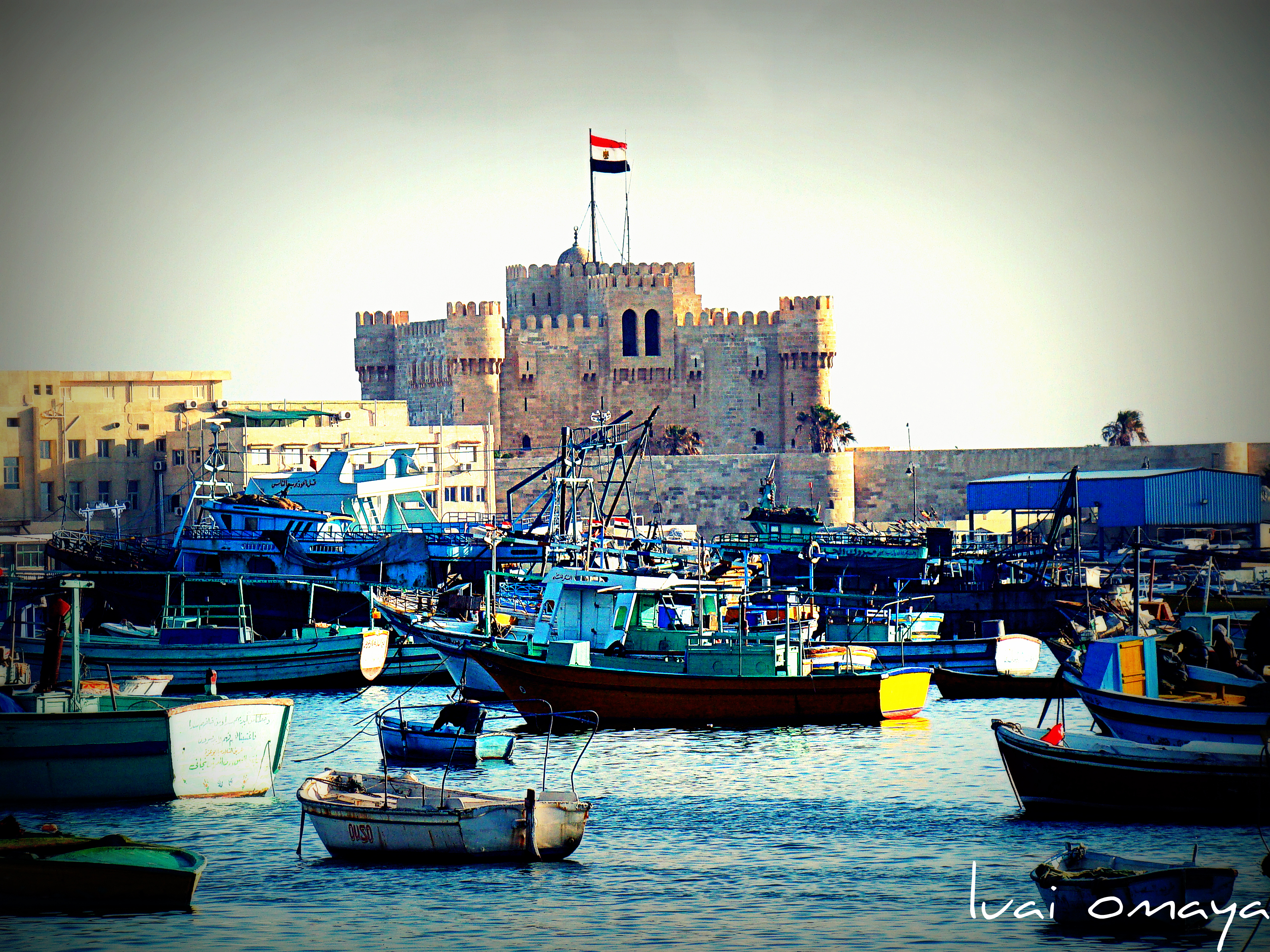
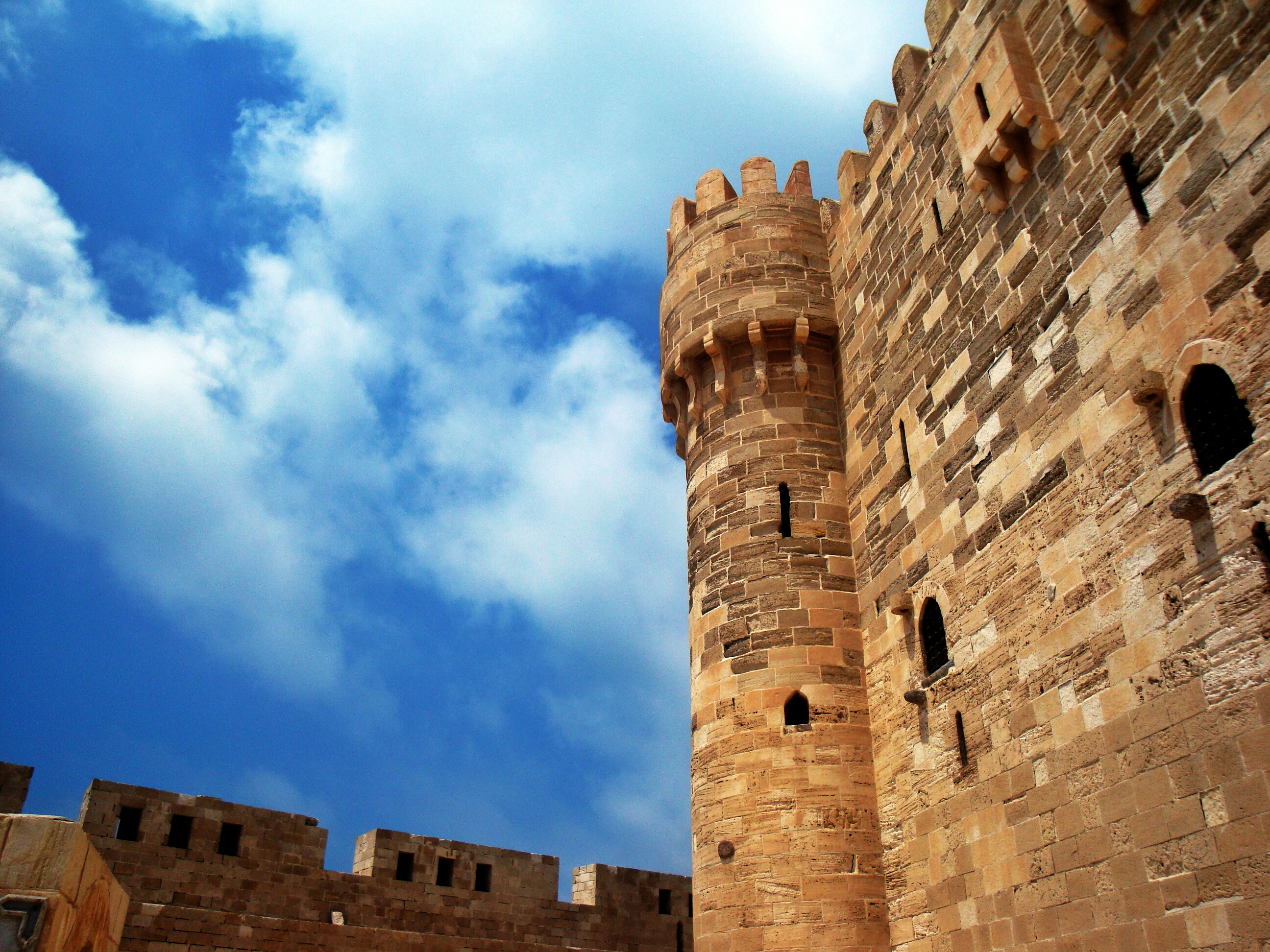
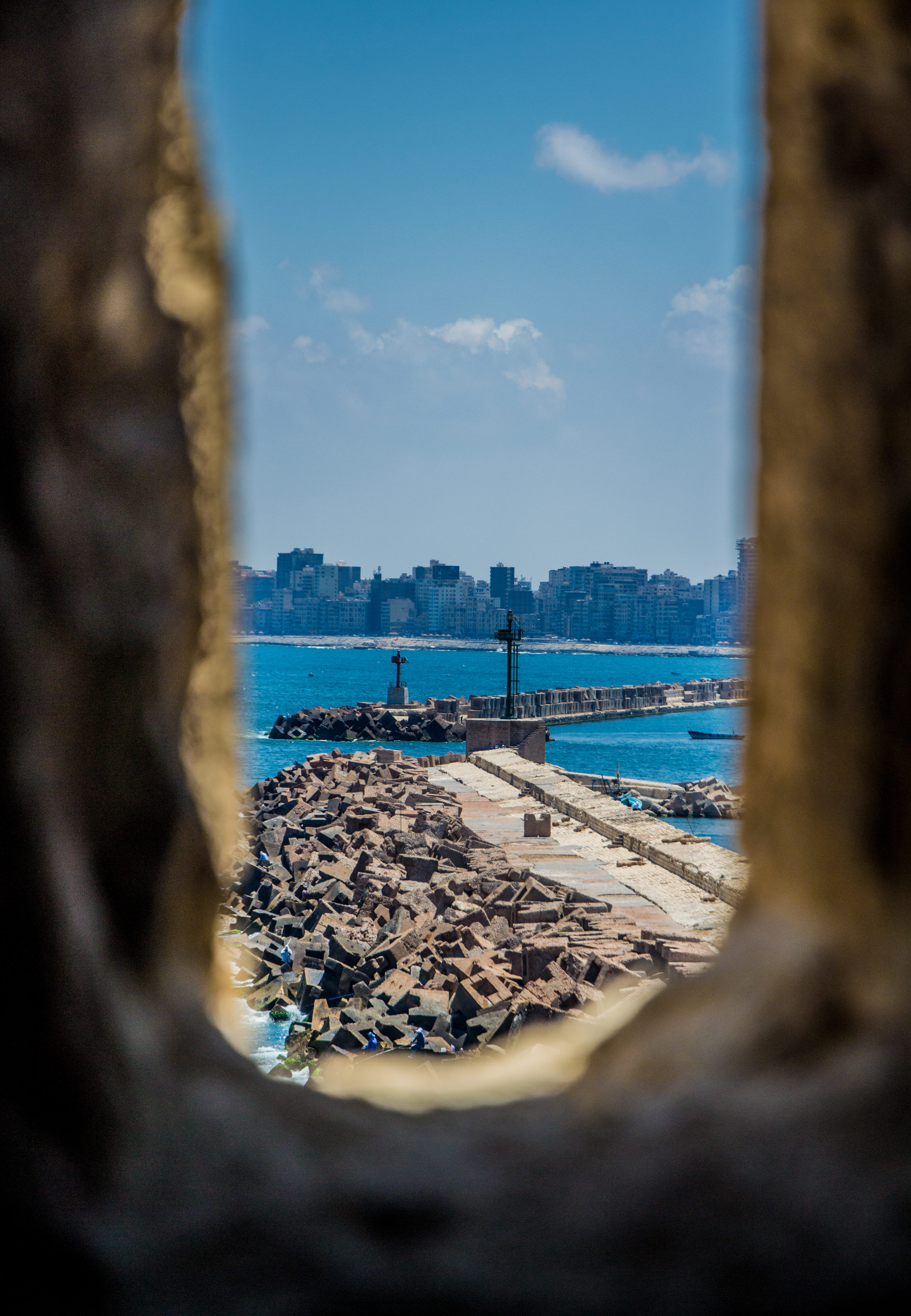
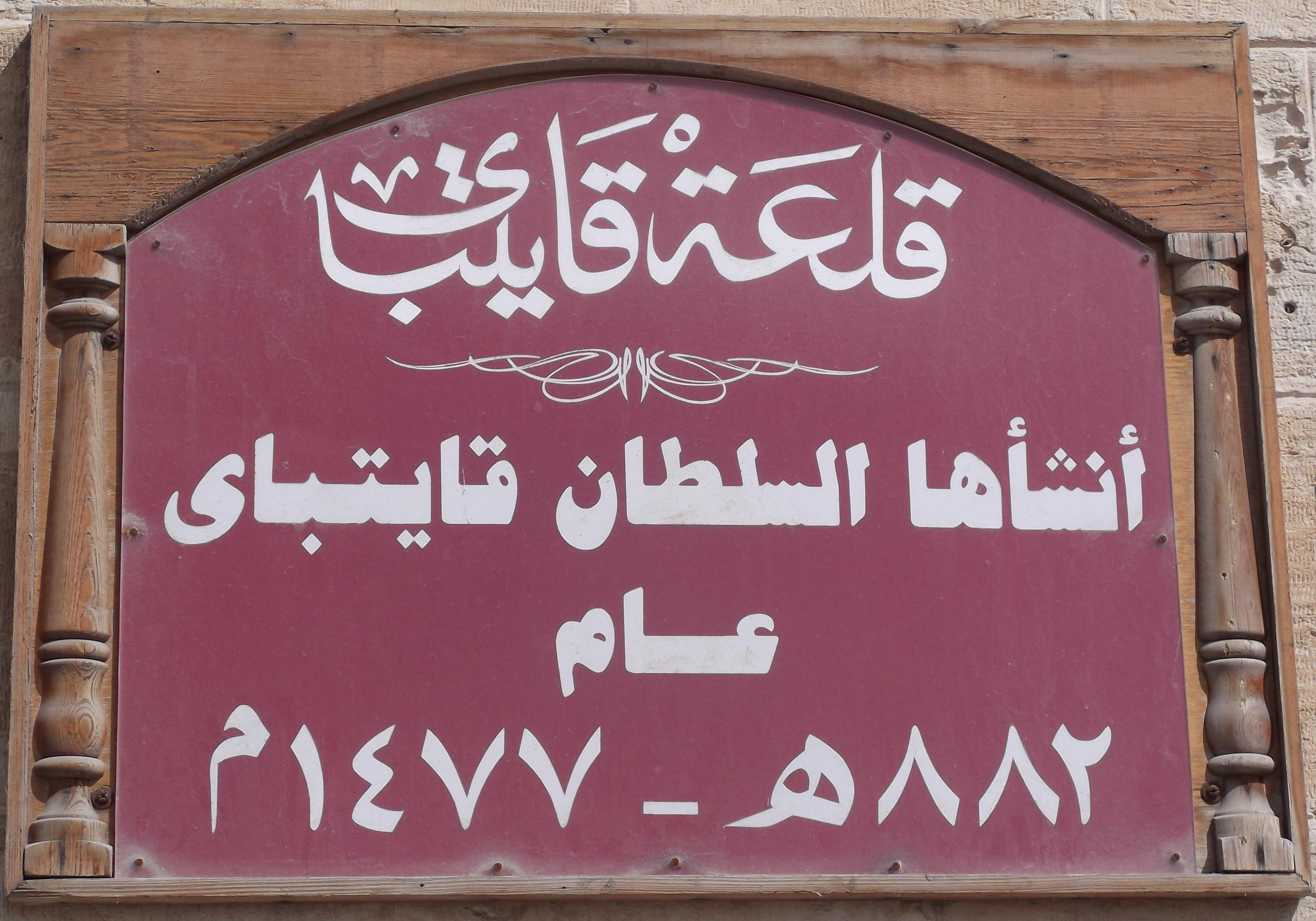
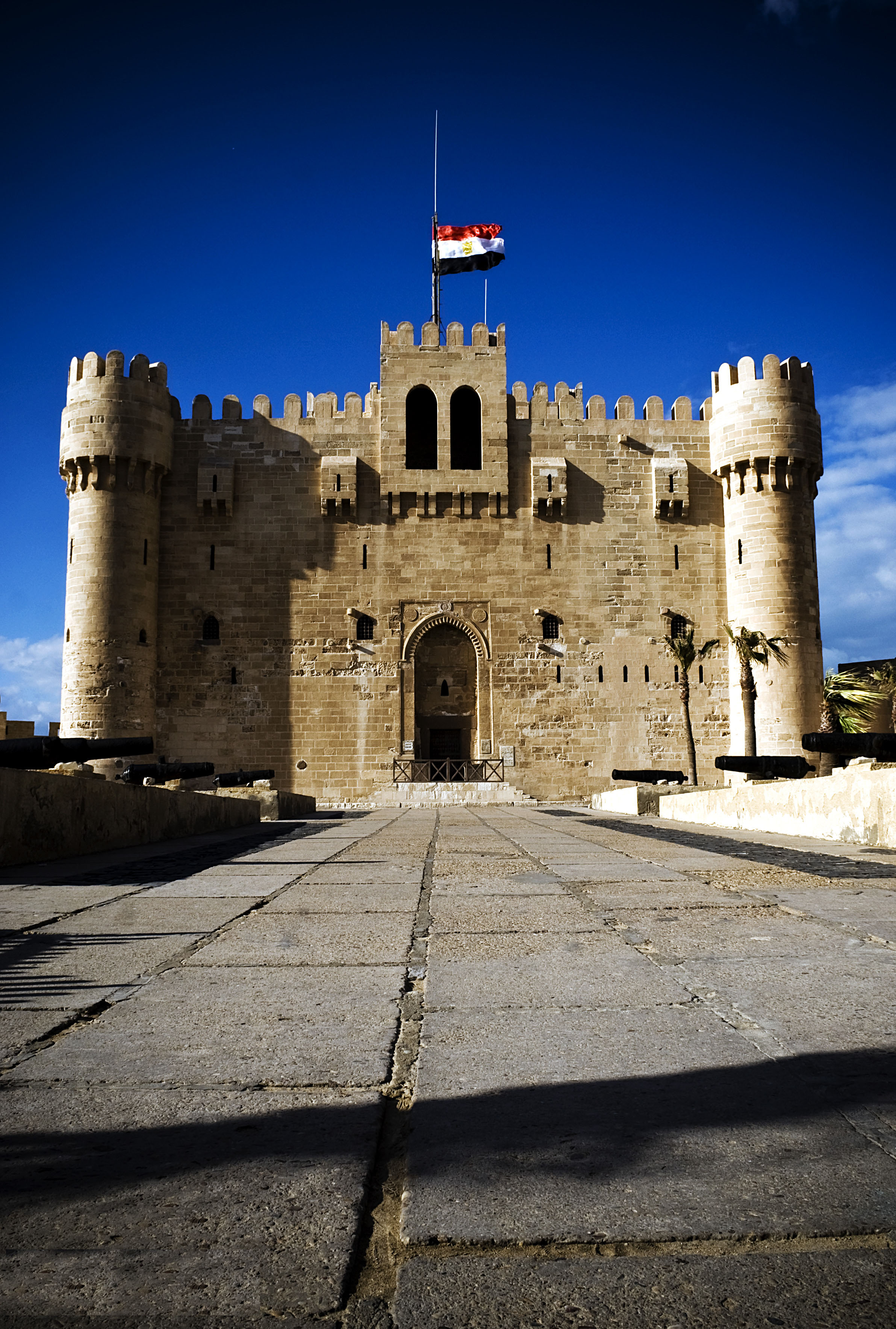
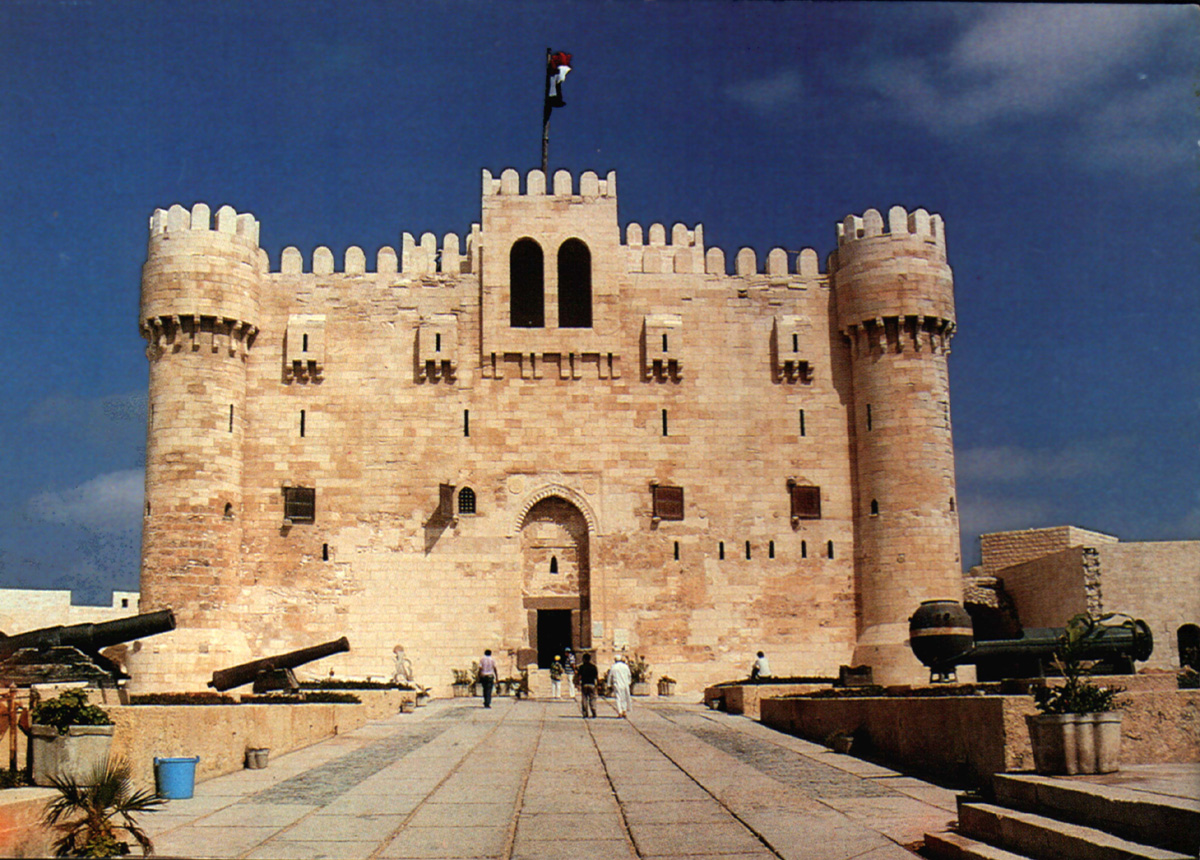
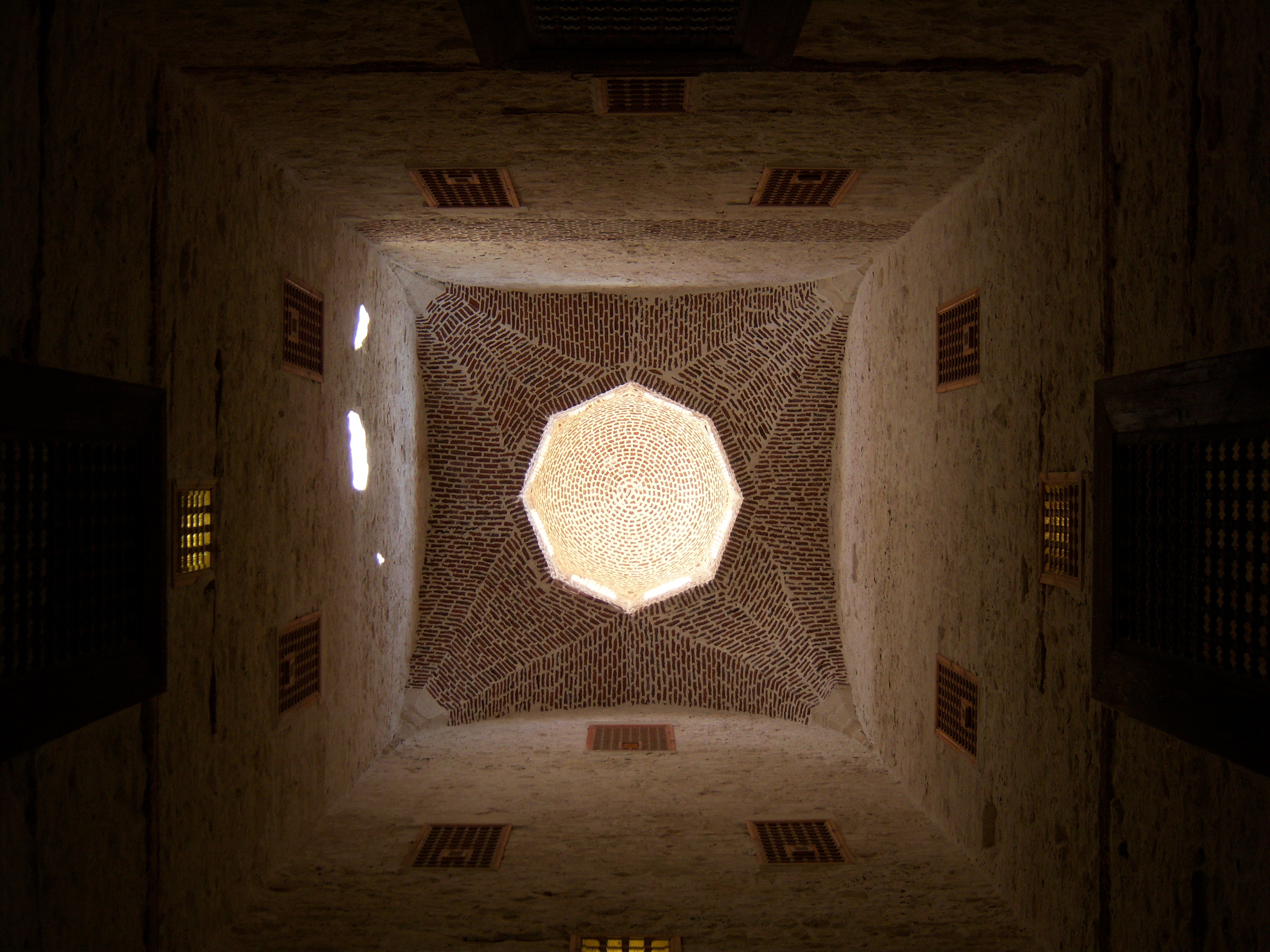
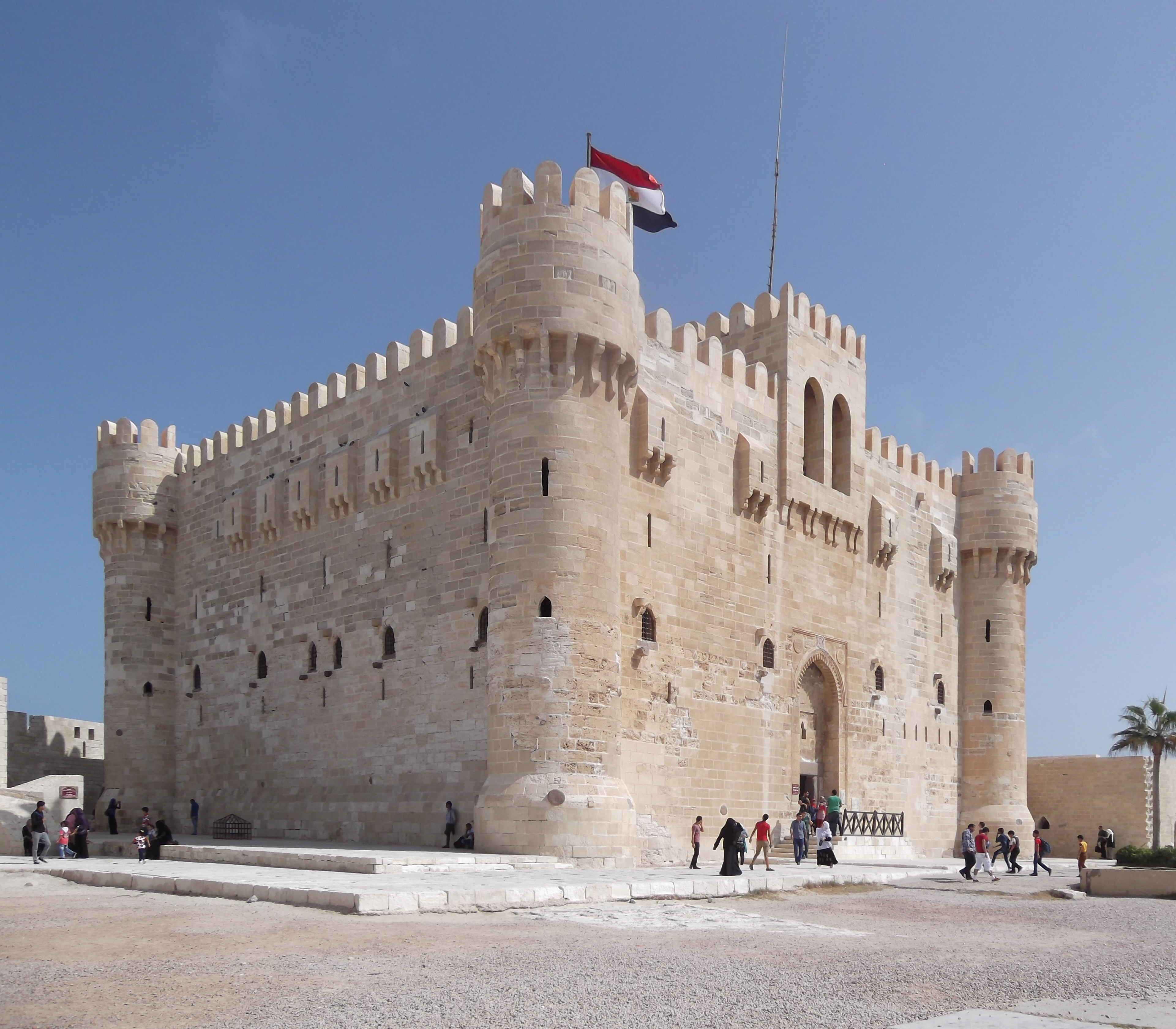
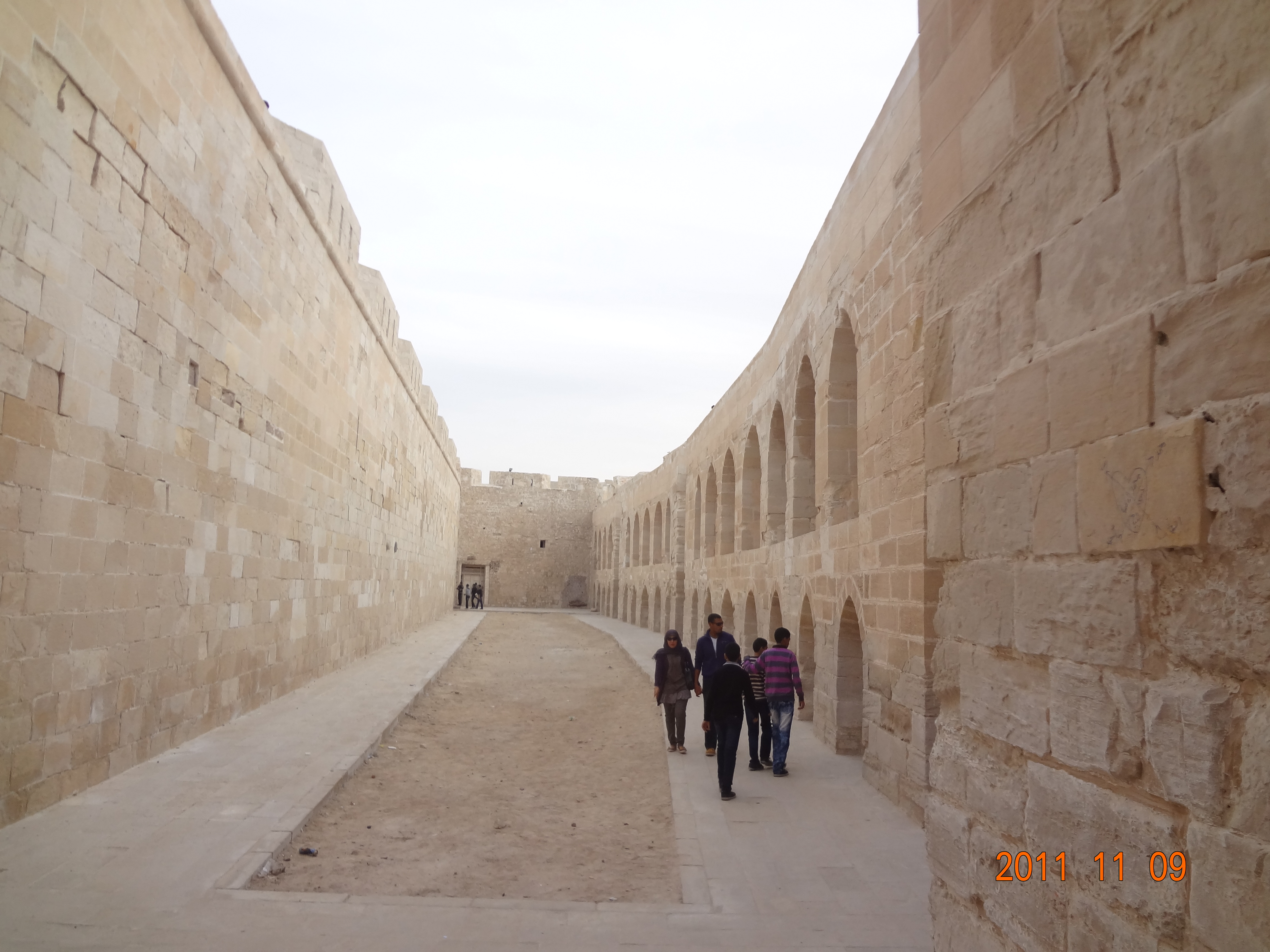
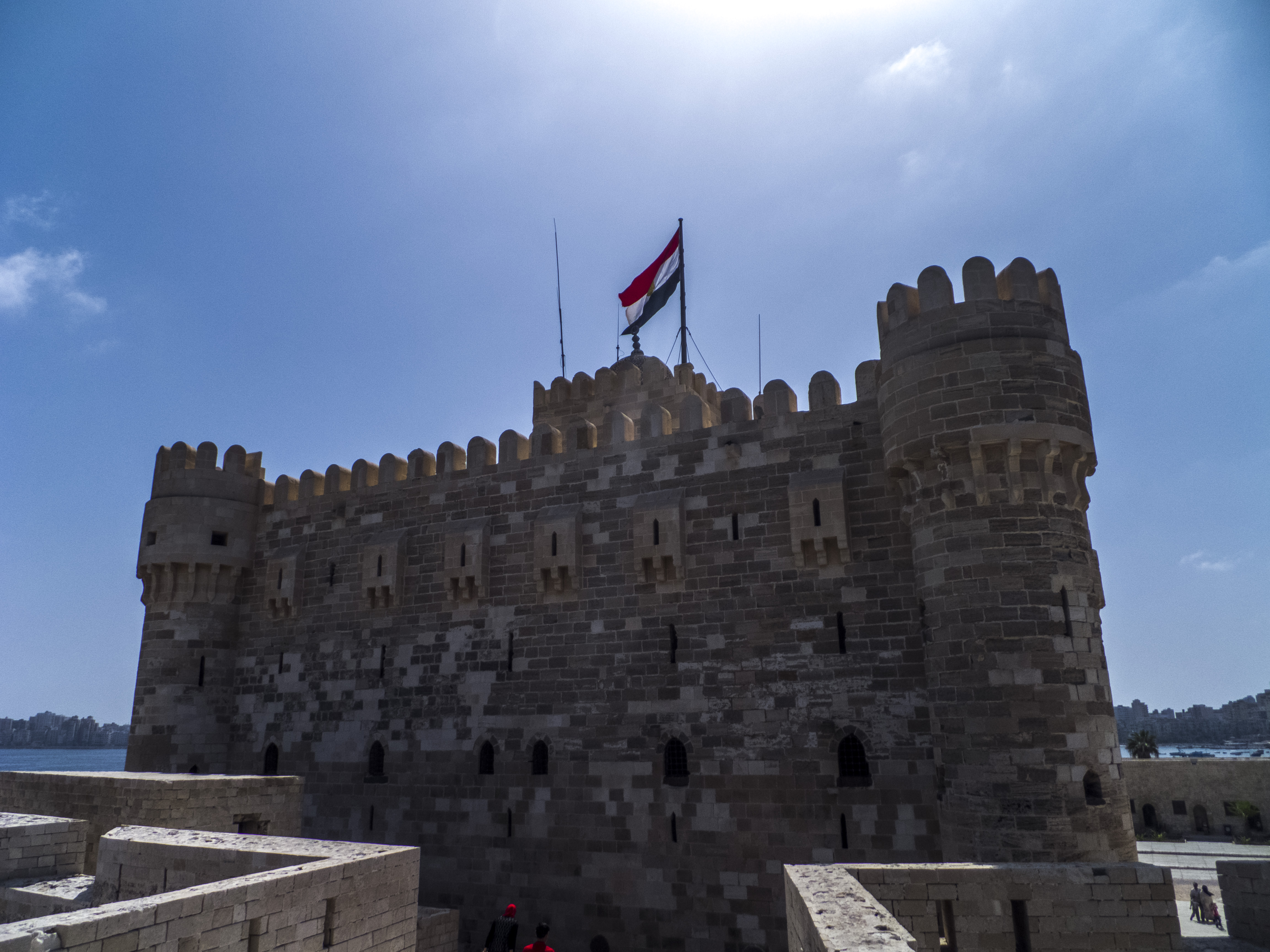
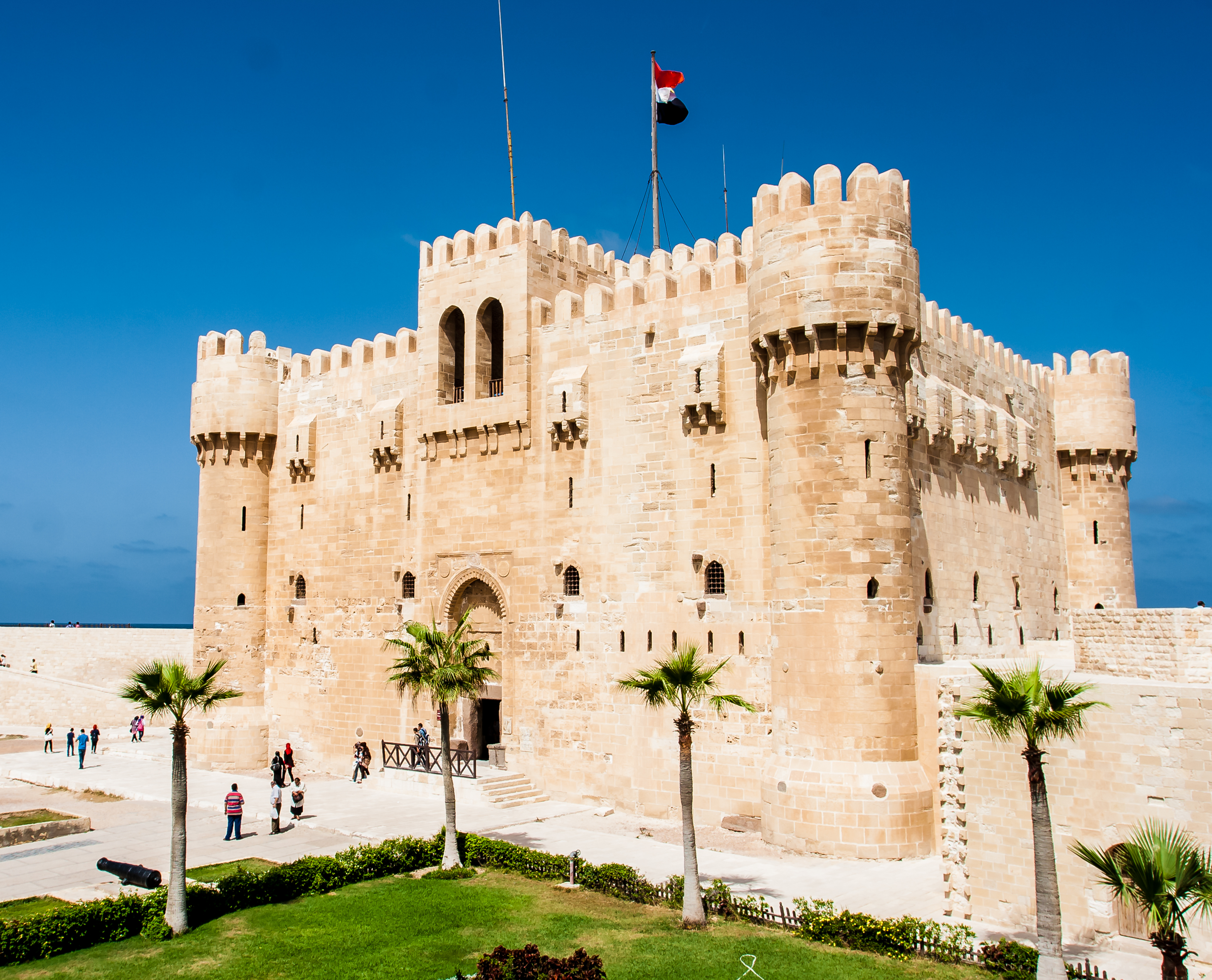
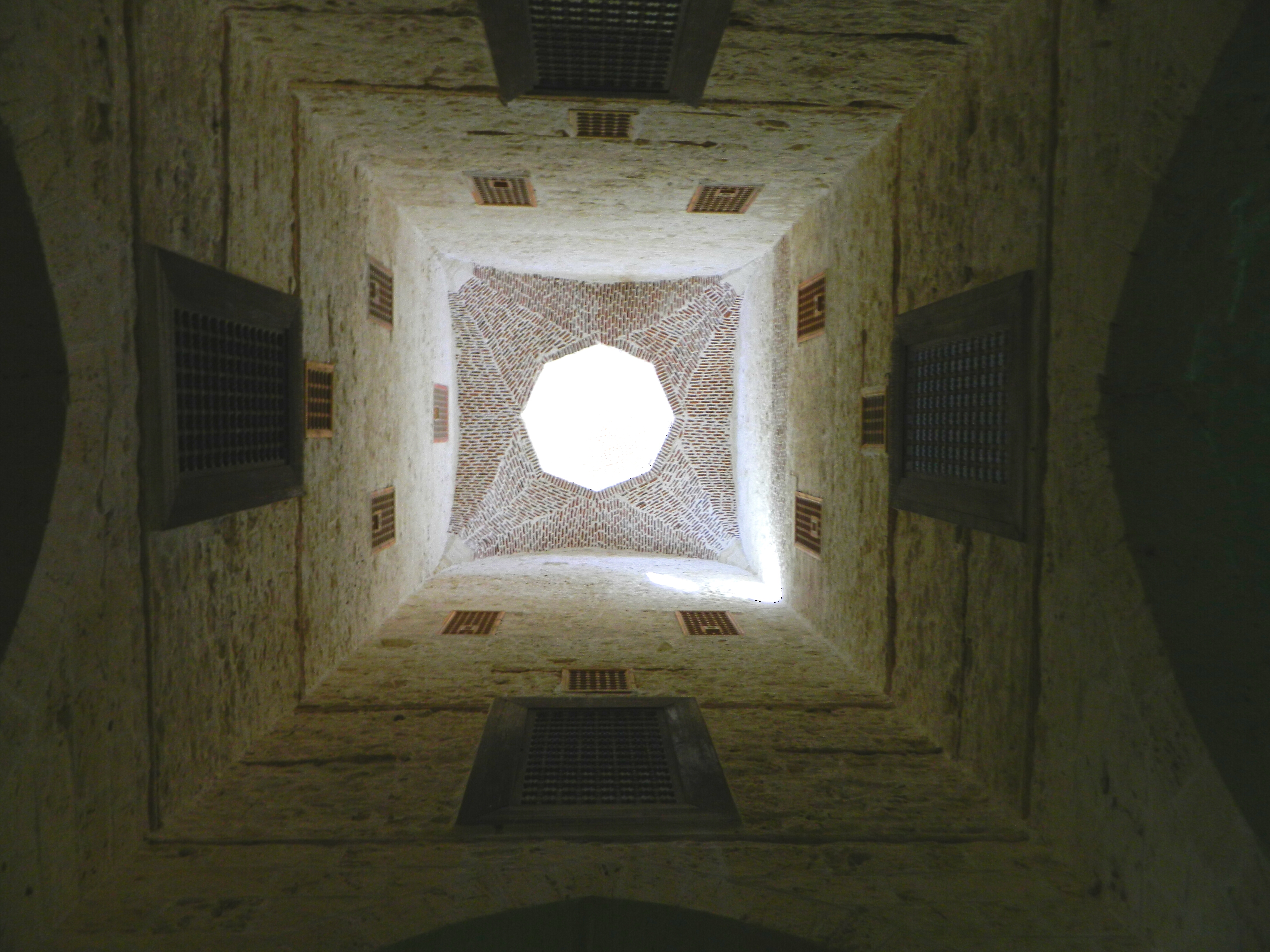
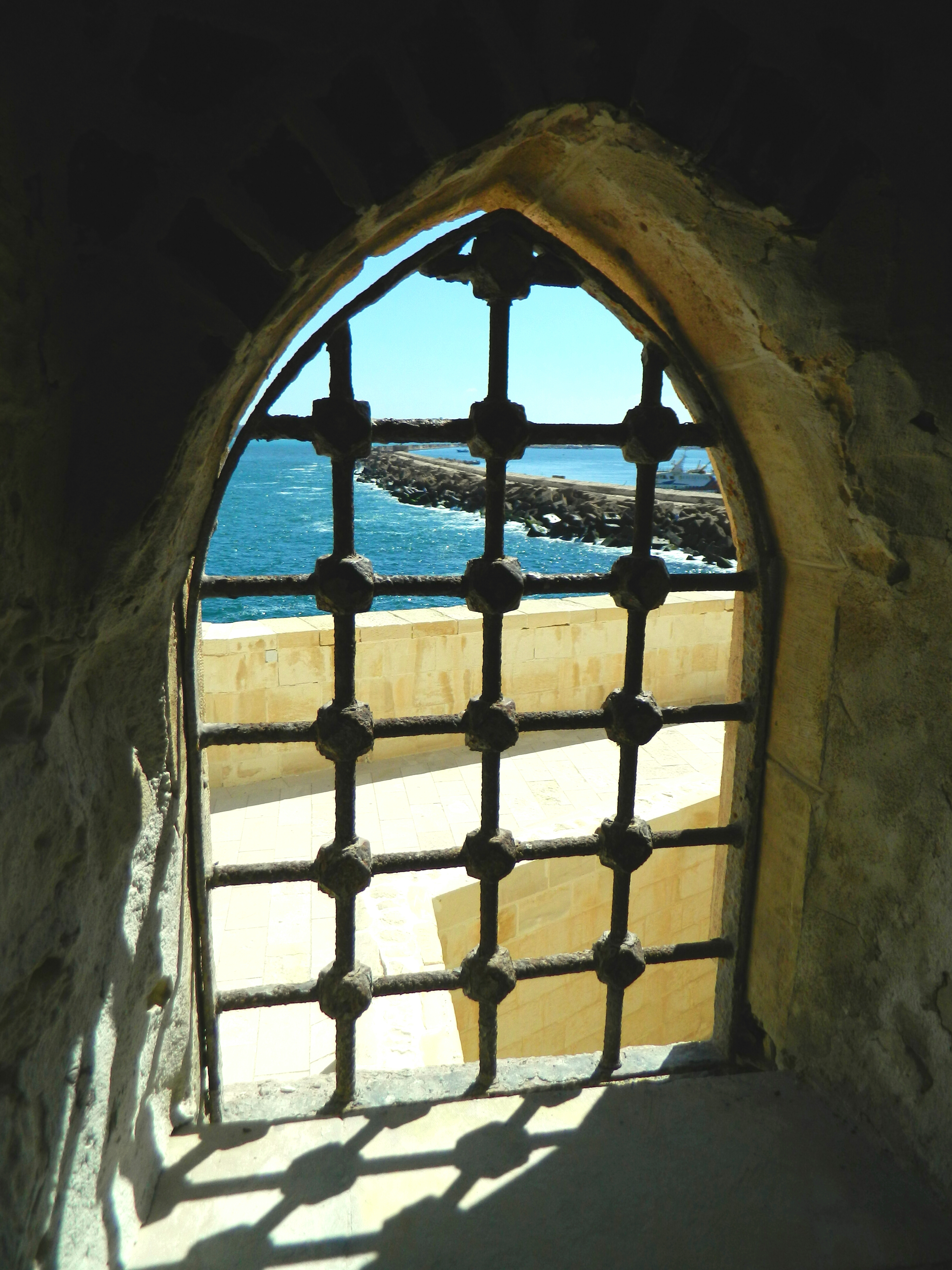
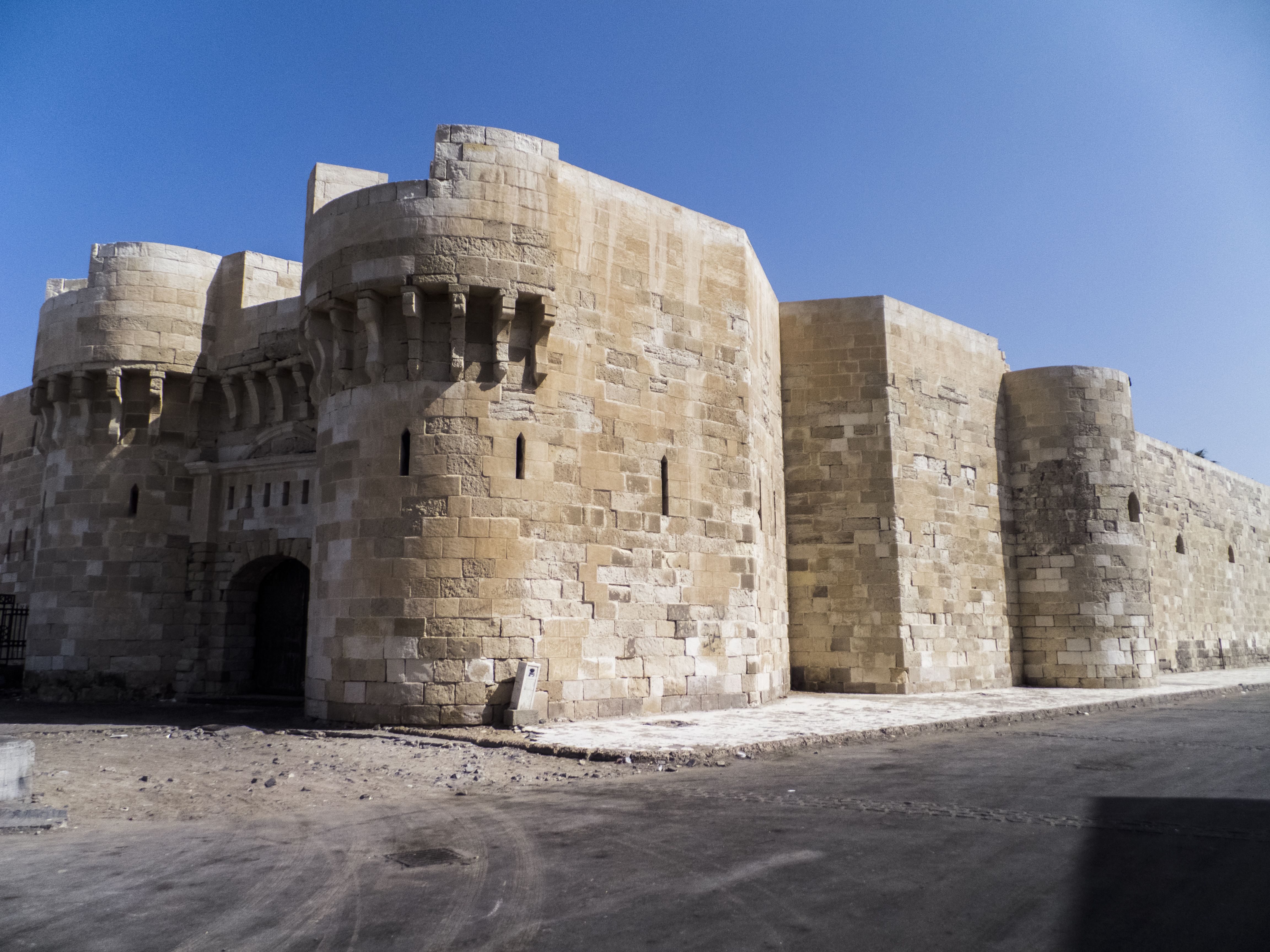
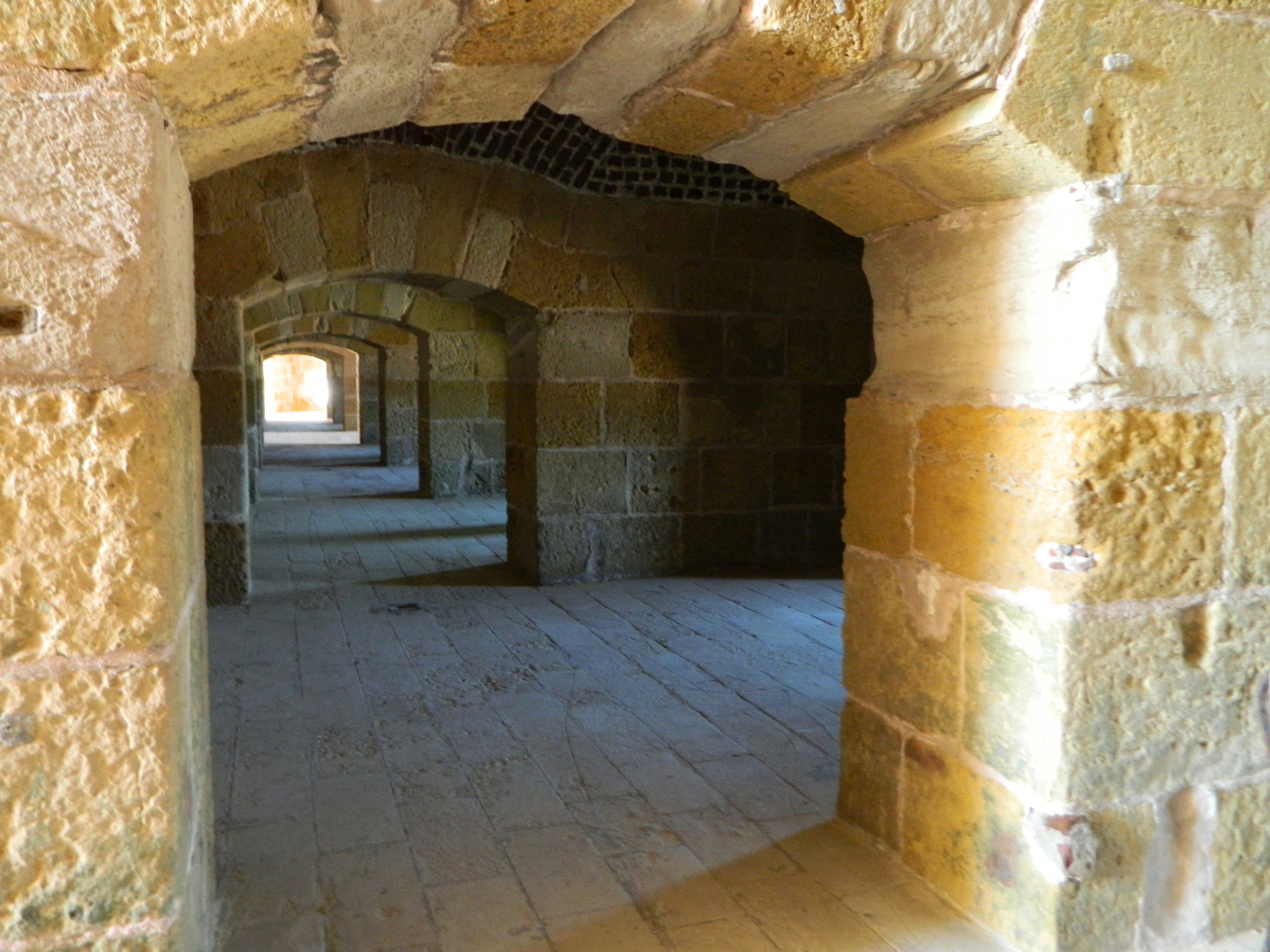
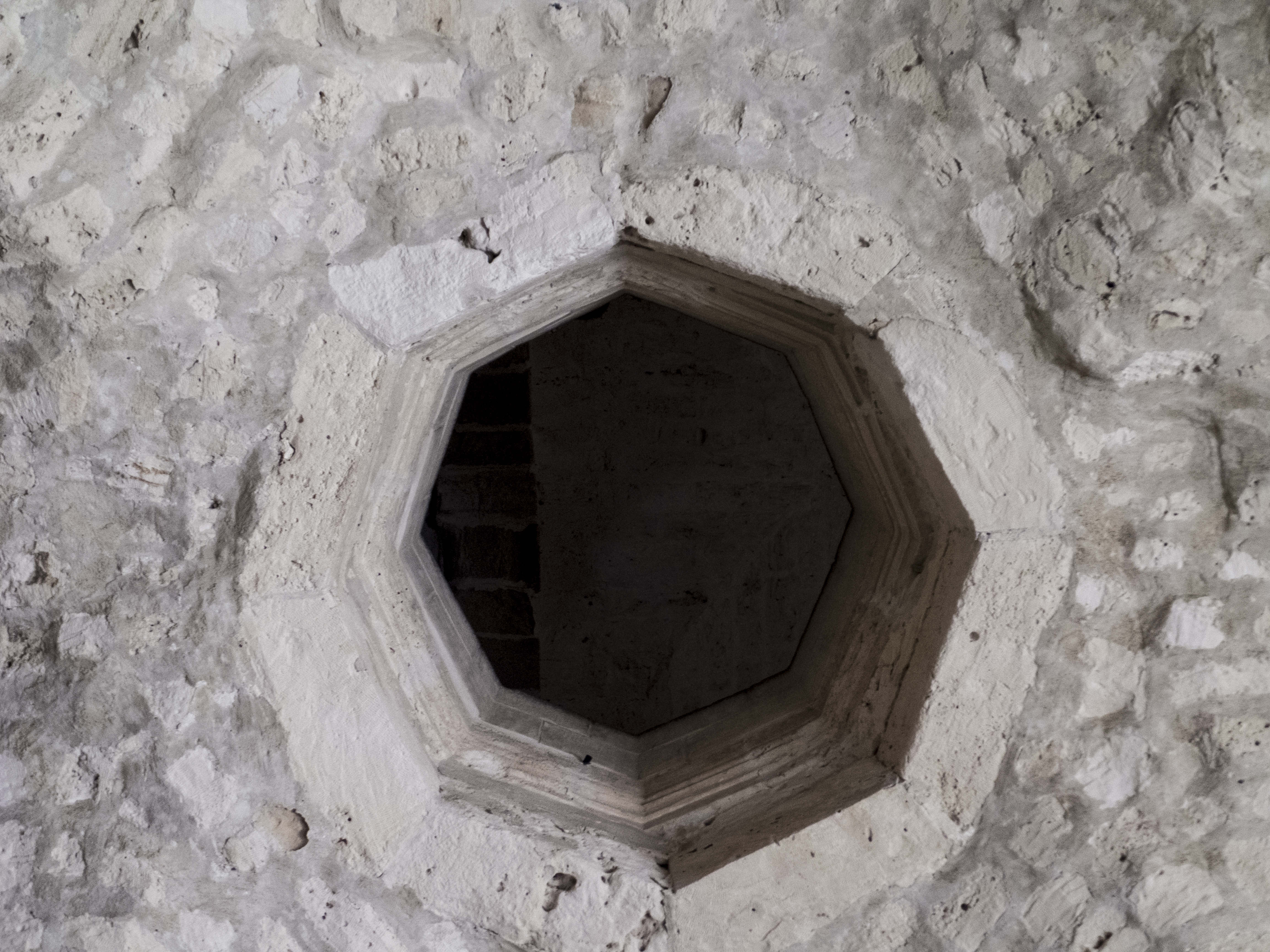
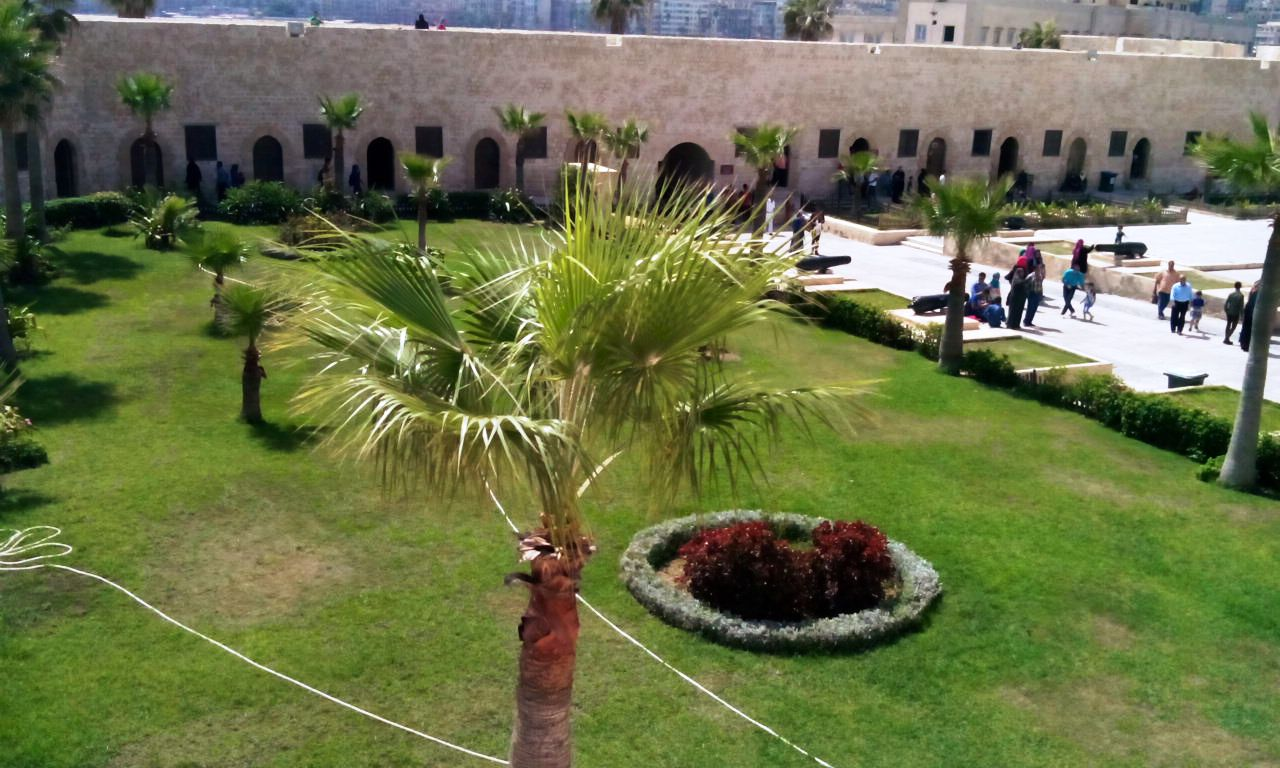
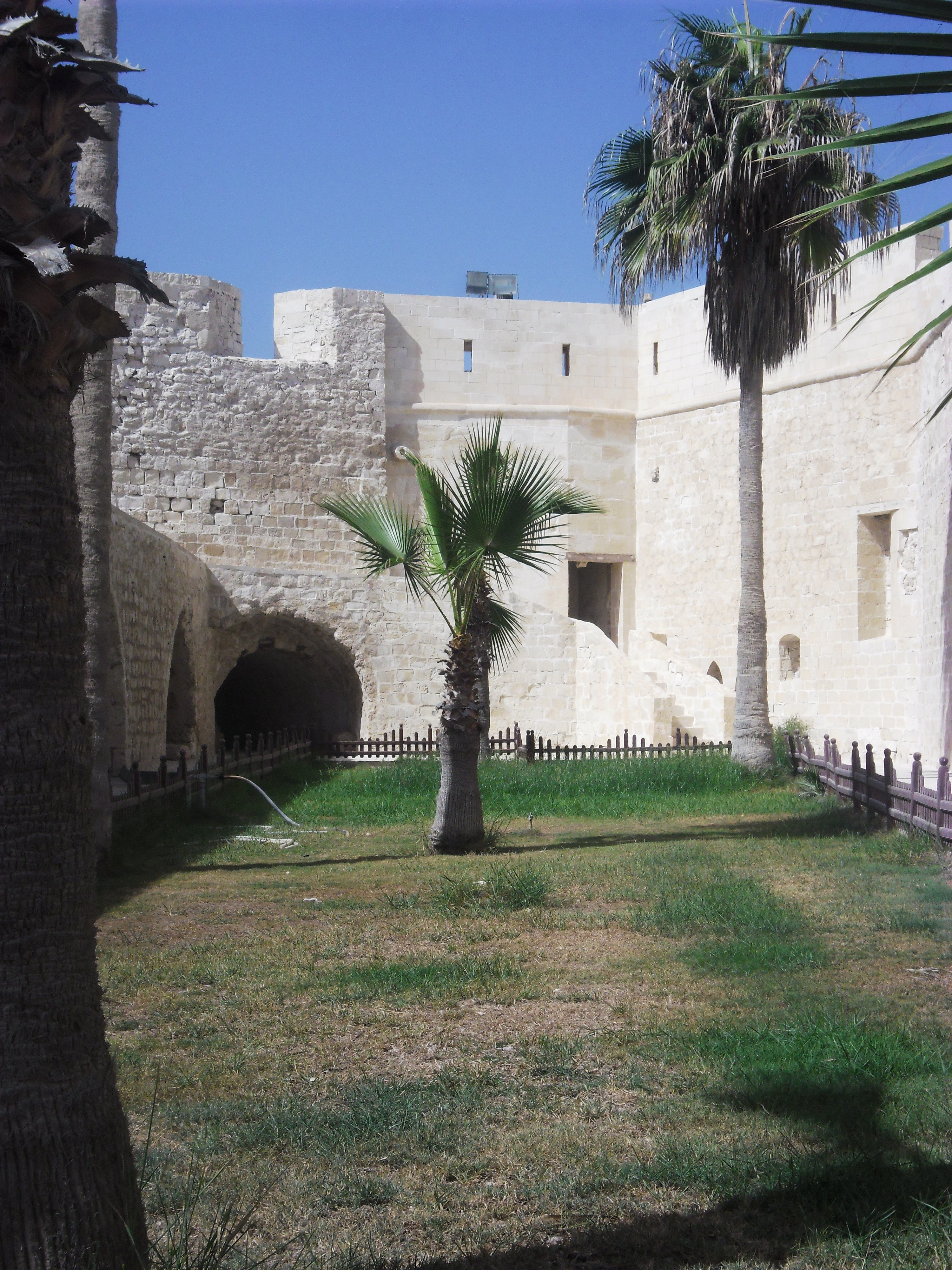
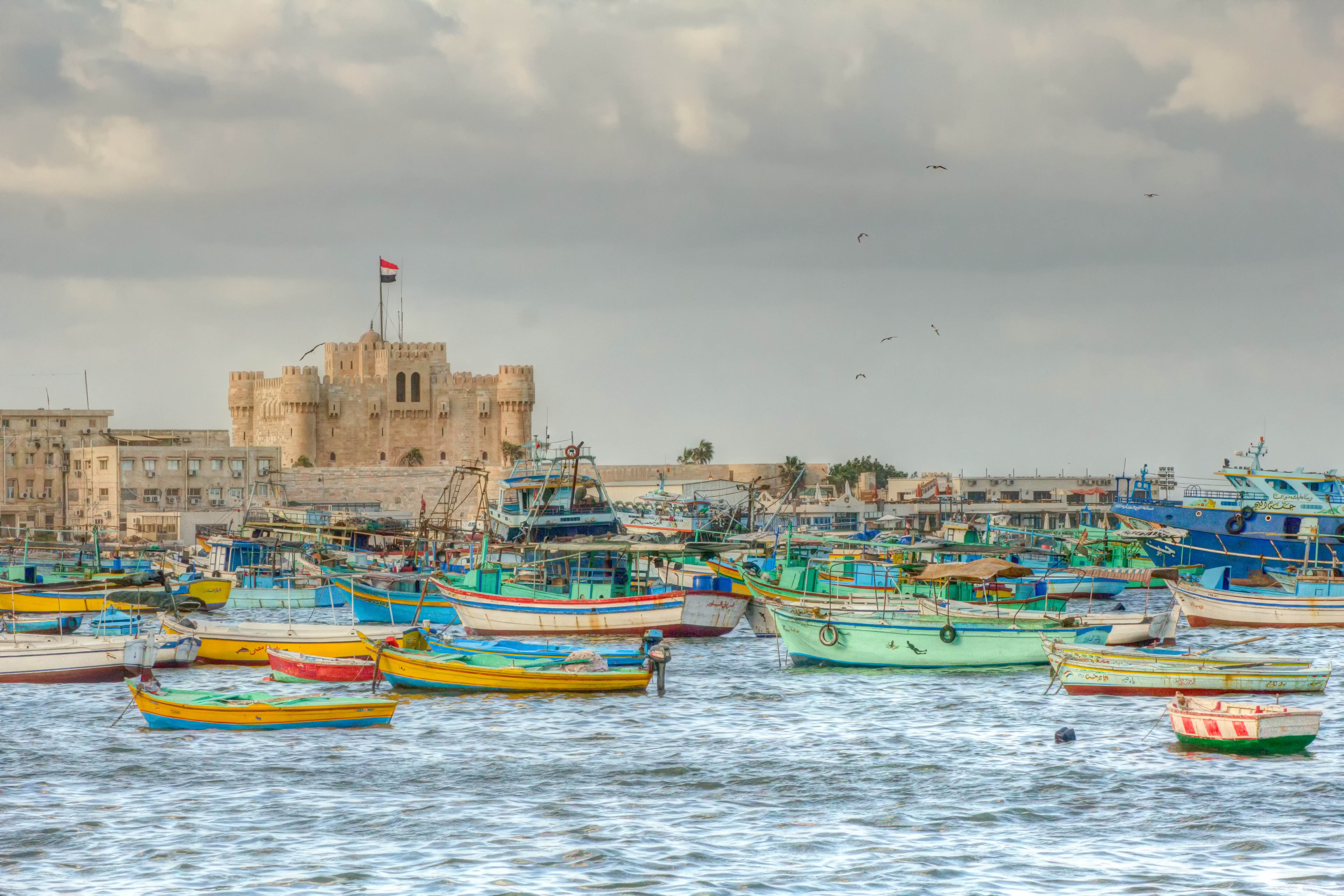